# Hope & Faith
Hope & Faith är en amerikansk komediserie som visas på TV4 Komedi. Serien följer systrarna Hope och Faith som bor tillsammans med Hopes familj i Kalifornien. Kelly Ripa som spelar en av systrarna är också en mycket populär programledare i USA.